# Stephen Jelley
 (avril 2016).
Stephen Jelley, né le 12 mai 1982, est un pilote automobile britannique. 

## Carrière automobile
- 2002 : Formule Ford Junior, 10e
- 2003 : Formule Ford Britannique, 2e
- 2004 : Championnat de Grande-Bretagne de Formule 3 National class, 2e
- 2005 : Championnat de Grande-Bretagne de Formule 3, 12e
  - Formule 3 Euroseries, non classé (2 courses)
- 2006 : Championnat de Grande-Bretagne de Formule 3, 7e
- 2007 : Championnat de Grande-Bretagne de Formule 3, 3e (2 victoires)
- 2008 : GP2 Asia Series, 24e